# Marijská autonomní sovětská socialistická republika
Marijská autonomní sovětská socialistická republika (marijsky: Марий Автоном Совет Социализм Республик, rusky Марийская Автономная Советская Социалистическая Республика) byla autonomní republikou Ruské sovětské federativní socialistické republiky v Sovětském svazu existující v letech 1936 až 1990. Republika se nacházela ve východní části evropského Ruska v Povolží. Hlavním městem byl Joškar-Ola.

## Historie
4. listopadu vznikla na území pozdější ASSR Marijská autonomní oblast. Po přijetí nové stalinské Ústavy Sovětského svazu v roce 1936 byl oblasti přiznán status autonomní sovětské socialistické republiky. Roku 1990 se transformovala na Marijsko (též nazývána Marij El) v rámci Ruské federace.

## Obyvatelstvo
Podle sčítání lidu v roce 1970 žilo na území Marijské ASSR 680 tisíc obyvatel, z toho 47% ruské, 44% marijské a 6% tatarské národnosti.